# سیارک ۱۱۵۸۸
سیارک ۱۱۵۸۸ (به انگلیسی: 11588 Gottfriedkeller، نامگذاری:1994UZ12) یازده هزار و پانصد و هشتاد و هشتمین سیارک کشف شده‌است که در ۲۸ اکتبر ۱۹۹۴ کشف شد.
قدر مطلق سیارک برابر ۱۴٫۲۰ است.